# اوکسانا زولنوویچ
اوکسانا ایوانیونا زولنوویچ (اوکراینی: Оксана Іванівна Жолнович؛ زادهٔ ۱۹۷۹ (۴۵–۴۶ سال)) سیاستمدار اوکراینی است که در ۱۹ ژوئیه ۲۰۲۲ به عنوان وزیر سیاست اجتماعی اوکراین منصوب شد.

## تحصیلات
او از سال ۲۰۱۹ تا ۲۰۲۰ مشاور وزیر سیاست اجتماعی اوکراین در زمینه حمایت از افراد دارای معلولیت بود. از سال ۲۰۲۰ تا ۲۰۲۲، او رئیس بخش سیاست اجتماعی و مراقبت‌های بهداشتی دفتر رئیس‌جمهور اوکراین بود.
در سال ۲۰۰۱، او از دانشگاه لویو فارغ‌التحصیل شد. دارای عنوان دکترای حقوق است.